# Ситно (посёлок, Новгородский район)
Ситно — посёлок в Новгородском районе Новгородской области России. Входит в состав Савинского сельского поселения.

## География
Посёлок находится в северо-западной части Новгородской области, в подзоне южной тайги, на правом берегу реки Волхов, при автодороге М11, на расстоянии примерно 23 километров (по прямой) к северо-востоку от города Великий Новгород, административного центра области и района. Абсолютная высота — 43 метра над уровнем моря.

### Климат
Климат района характеризуется как умеренно континентальный, влажный, с нежарким коротким летом и умеренно холодной зимой. Среднегодовая температура воздуха — 3,7 °C. Средняя многолетняя температура самого холодного месяца (января) составляет −8,7 — −7,9 °С; самого тёплого месяца (июля) — 16,9 — 17,8 °C. Безморозный период длится около 125—130 дней. Продолжительность периода активной вегетации растений (со среднесуточной температурой воздуха выше 10 °C) составляет 115—130 дней. Среднегодовое количество атмосферных осадков — 550—600 мм, из которых большая часть выпадает в тёплый период. Снежный покров длится в течение 115—120 дней.

### Часовой пояс
Посёлок Ситно, как и вся Новгородская область, находится в часовой зоне МСК (московское время). Смещение применяемого времени относительно UTC составляет +3:00.

## Население
| 2010 |
| ---- |
| 48   |

### Национальный состав
Согласно результатам переписи 2002 года, в национальной структуре населения русские составляли 97 % из 91 чел.